# Melody Perkins
Melody Lynn Perkins (Wiesbaden, 28 de janeiro de 1974) é uma atriz, modelo e dançarina alemã-americana. Ficou conhecida por seu papel como Astronema / Karone / Ranger Rosa da Galáxia #2 nas séries Power Rangers in Space e Lost Galaxy.

## Biografia
Filha de Denise e Richard Perkins nasceu em Wiesbaden, Alemanha, mas foi criada na Califórnia. Desde pequena mostrava interesse em dança, ela se juntou a produções locais e companhias de danças como a companhia de Ballet de Sacramento e do Jazz Dance Company Unlimited. Em seu segundo ano já apresentava a peça o Quebra-Nozes. Sendo uma estudante de honra na escola, formou-se no Top 5 da sua classe e foi eleita a "mais talentosa" por causa de sua dança. Se formou em Economia Quantitativa pela UCLA.
Como modelo trabalhou para L.A. Models e atualmente é contratada da Heffner Management. Atualmente, Perkins vive na cidade de Sacramento, na Califórnia.

## Filmografia

### Cinema
| Ano  | Título                                 | Personagem                         | Notas                         |
| ---- | -------------------------------------- | ---------------------------------- | ----------------------------- |
| 2000 | Coyote Ugly                            | Nova Coyote                        | não-creditada                 |
| 2001 | Planet of the Apes                     | Amiga na festa do Leo              |                               |
| 2015 | The Legendary Battle: Extended Edition | Karone / Ranger Rosa da Galáxia #2 | Telefilme; episódio estendido |
| 2016 | Girl Trip                              | Kate                               | Curta                         |
| 2019 | The Garageland Chronicles              | Frances                            |                               |

### Televisão
| Ano  | Título                          | Personagem                                     | Notas                                        |
| ---- | ------------------------------- | ---------------------------------------------- | -------------------------------------------- |
| 1995 | High Tide                       | —                                              | Episódio: "The Grind"                        |
| 1997 | Night Man                       | Lisa                                           | Episódio: "Face to Face"                     |
| 1997 | Silk Stalkings                  | Empregada                                      | Episódio: "Child's Play"                     |
| 1998 | Power Rangers in Space          | Astronema / Karone                             | Regular (43 episódios)                       |
| 1999 | Power Rangers Lost Galaxy       | Karone / Ranger Rosa da Galáxia #2 / Astronema | Regular (14 episódios)                       |
| 2000 | Power Rangers Lightspeed Rescue | Laser (voz)                                    | não-creditada; episódio: "The Fifth Crystal" |
| 2000 | Malcolm in the Middle           | Patty Henderson                                | Episódio: "Convention"                       |
| 2003 | Charmed                         | Margo Stillman                                 | Episódio: "The Power of Three Blondes"       |
| 2004 | CSI: Miami                      | Barbara Nance                                  | Episódio: "Wannabe"                          |
| 2014 | Power Rangers Super Megaforce   | Karone / Ranger Rosa da Galáxia #2             | Episódio: "Legendary Battle"                 |